# Санта Марија дел Темпио (Алесандрија)
Санта Марија дел Темпио је насеље у Италији у округу Алесандрија, региону Пијемонт.
Према процени из 2011. у насељу је живело 98 становника. Насеље се налази на надморској висини од 107 м.